# Long Qingquan
Dans ce nom, le nom de famille, long, précède le nom personnel.
Long Qingquan (龙清泉) est un haltérophile né le 3 décembre 1990 à Longshan. Il s'est qualifié pour la catégorie des 56 kg lors des Jeux olympiques d'été de 2008, où il a remporté une médaille d'or dans les 56 kg. Il a réalisé deux records du monde juniors en catégorie 56 kg.

## Palmarès
- Jeux olympiques :
  - Jeux olympiques de 2008 à Pékin :
    -  Médaille d'or en haltérophilie homme -56 kg.

  - Jeux olympiques de 2016 à Rio :
    -  Médaille d'or en haltérophilie homme -56 kg.

- Championnats du monde :
  - 2009 à Goyang :
    -  Médaille d'or en -56 kg.

  - 2010 à Antalya :
    -  Médaille d'argent en -56 kg.

  - 2013 à Wrocław :
    -  Médaille d'argent en -56 kg.

  - 2014 à Almaty :
    -  Médaille de bronze en -56 kg.